# Доберман (филм)
„Доберман“ (на френски: Dobermann) е криминална драма с елементи на „черен хумор“ от 1997 година на режисьора Ян Кунен.

## Сюжет
Внимание:  Текстът по-долу разкрива сюжета на произведението (или части от него)!
Париж е тероризиран от брутална банда, ръководена от негодник с прякор „Доберман“. Срещу нея се противопоставя полицията в лицето на садистичния комисар Кристини, който е толкова обсебен от желанието да залови „Доберман“ и бандата му, че открито нарушава закона. Битката между бандита и комисаря обещава да бъде кървава и няма да има милост за никого...

## Актьорски състав
| Актьор            | Роля                                                 |
| ----------------- | ---------------------------------------------------- |
| Венсан Касел      | Ян Лепентрек – главатар на банда с прякор „Доберман“ |
| Чеки Карио        | полицейски комисар Кристини                          |
| Моника Белучи     | „Циганка Нат“ – глухата приятелка на „Доберман“      |
| Марк Дюре         | полицейски инспектор Бомонт                          |
| Антоан Баслер     | Жан-Клод Аяш – бандит с прякор „Комарът“             |
| Доминик Бетенфелд | Ели Фросард – бандит с прякор „Абат“                 |
| Стефан Мецгер     | Оливие Браше – трансвестит бандит с прякор „Соня“    |
| Чик Ортега        | Джаки Суер – бандит с прякор „Питбул“                |
| Ромен Дюрис       | Маню                                                 |
| Франсоа Левантал  | Лео                                                  |
| Роланд Амстуц     | Джо                                                  |